# Тепелево (Нижньогородська область)
Тепелево (рос. Тепелево) — село в Дальнеконстантиновському районі Нижньогородської області Російської Федерації.
Населення становить 647 осіб. Входить до складу муніципального утворення Тепелевська сільрада.

## Історія
Від 2009 року входить до складу муніципального утворення Тепелевська сільрада.

## Населення
| 2002 | 2010 |
| ---- | ---- |
| 597  | ↗647 |